# Comtat d'Ayen

Blasó dels ducs d'Ayen; de gules una banda d'or; corona ducal al cim

El comtat d'Ayen fou un títol francès lligat al domini d'Ayen, creat el 1593 pel rei Enric IV de França en favor d'Enric de Noailles, fill d'Antoni primer comte de Noailles (1540-1562) al seu torn fill de Lluís senyor de Noailles (+1540)

## Llista de comtes d'Ayen
- Enric I, comte de Noailles, comte d'Ayen 1593-1633
- Francesc I, comte de Noailles, comte d'Ayen 1623-1663 (fill)
- Anne, duc de Noailles, comte d'Ayen 1663-1678 (fill)
- Anne Juli, duc de Noailles i mariscal de França, comte d'Ayen 1678-1708 (fill)
- Adrià Maurici, duc de Noailles (1708-1766) i mariscal de França, comte d'Ayen 1708-1737

El comtat fou elevat a ducat (sense pairia) pel rei el 1737, per ús de l'hereu dels ducs de Noailles.

## Llista de ducs d'Ayen
- Lluís, duc 'Ayen 1737-1766, duc de Noailles (1766-1793)
- Joan LLuís, duc d'Ayen 1766-1793 duc de Noailles (1793-1824), (després de 1789 només el títol)
- Pau, duc d'Ayen 1793-1824, duc de Noialles (1824-1885)
- Juli Carles, duc d'Ayen 1824-1885, duc de Noailles (1885-1895),
- Adrià Maurici, duc d'Ayen 1885-1895, duc de Noailles (1895-1953)
- Joan Maurici, duc d'Ayen 1895-1945
- Francis Agenor, duc d'Ayen 1945-1953, duc de Noailles (1953-2009)
- Heli Maria, duc d'Ayen 1953-2009, duc de Noailles (2009-)
- Emmanuel Paul Lluís Maria, duc d'Ayen 2009-